# Estació d'esquí de Font-romeu
L'Estació d'esquí de Font-Romeu, o de Font-romeu - Pirineus 2000, és una estació d'esports d'hivern del terme comunal de Font-romeu, Odelló i Vià, a la comarca de l'Alta Cerdanya, de la Catalunya del Nord. L'afegit Pirineus 2000 inclou les pistes d'esquí situades en el terme de Bolquera.
Les seves 41 pistes estan situades en els vessants meridionals del Roc de la Calma, entre les cotes 1.650 i 2.250, amb 43 km de recorregut. Disposen, a més, de 22 pistes d'esquí de fons, amb un total de 106 km de circuits. Hi ha àrees de snowboard, així com zones delimitades de competició, dues zones de trineus i 15 km de recorreguts marcats per a raquetes de neu. La xarxa d'innivació artificial es concentra sobretot a les pistes solanes que miren cap al sud, en direcció al poble de Font-romeu.
Malgrat ser en el vessant mediterrani, com la resta d'estacions de l'Alta Cerdanya, l'orientació és favorable a nevades i llevantades d'origen atlàntic.
Els últims anys, l'ús de neu artificial ha permès inaugurar la temporada d'esquí a mitjans o finals de novembre, de manera que ofereixen les seves pistes durant 150 dies.

## Zones en què es distribueix
El punt més baix de l'estació és al mateix nucli de Font-romeu, on hi ha l'estació inferior del Telecabina de les Airelles, al carrer de les Escola, a la zona nord del nucli urbà. Des d'aquest punt s'accedeix a l'àrea de les Airelles, la més baixa i a prop del nucli urbà de les diferents zones en què es divideix aquesta estació. A les Airelles, abans dels Jocs Olímpics d'Estiu de 1968 es va instal·lar el centre d'entrenament en alçada dels esportistes olímpics francesos, atès que els Jocs eren a la ciutat de Mèxic, situada a 2.300 metres d'altitud. A mig camí de les Airelles el telecabina deixa a la dreta el Liceu Climàtic i Esportiu Pierre de Coubertin, amb la piscina climàtica i el pavelló de patinatge sobre gel. Aquest gran centre d'ensenyament en troba molt a prop, al nord-oest del santuari de Santa Maria de Font-romeu, l'Ermitatge.
De les Airelles surt muntanya amunt el Telecadira de les Airelles, paral·lel al Teleesquí de la Gallinera i, també quasi paral·lel, el Teleesquí de l'Altiport. Tots tres duen a l'àrea de la Gallinera, propera al Coll del Pam, la segona de les zones de l'estació. En aquesta segona àrea es troben, a part dels remuntadors ja esmentats, els teleesquís de la Gallinera Est i de Llevant, així com els telecadires del Coll del Pam, el dels Avellans i el de la Nord. Els dos darrers tenen el seu final dins del terme veí de Bolquera. La zona del Coll del Pam és on menen tots aquests remuntadors. També arriba a aquest lloc el Telecadira del Belvedere i els Teleesquís de la Solana, que procedeixen de Bolquera. A Coll del Pam existeix també un teleesquí d'enllaç entre els remuntadors més distants de la zona.
A ponent de la zona del Coll del Pam, sense enllaç amb remuntadors, però sí per pistes esquiables i, a l'estiu, per pistes de muntanya, hi ha la zona del Roc de la Calma. En aquesta zona es troba un altre grup nombrós de remuntadors, que enllacen el cim de la muntanya amb el final de les pistes d'aquest sector. S'hi troben el Telecadira de la Calma Nord, que va cap al nord-oest, a una zona planera entre l'Estany de la Pradella, a l'extrem nord del terme, prop del límit de la comuna amb les de Bolquera i Angostrina i Vilanova de les Escaldes, al sud del Llac de la Bullosa. En un ventall que va del nord-oest al nord-est, en part en el Bosc Estatal de Font-romeu s'hi troben el Telecadira de la Pradella i els teleesquís de la Calma, del Refugi i dels Clots. Mena al cim del Roc de la Calma des del sud el Telecadira del Roc i el Teleesquí de la Perdiu.

## Gestió de l'estació
L'Estació d'esquí de Font-romeu - Pirineus 2000 és de propietat municipal, de les dues comunes en què està repartida, però gestionada per una empresa privada, els darrers anys, Altiservice.
En certes èpoques de l'any fins al 95% d'esquiadors de Font-romeu provenen de la Catalunya del Sud, de manera que arriben a cobrir el 10% del volum de tota la temporada.
L'any 2018, una de les estacions més beneficiades pel bon curs de la temporada ha estat Font-romeu - Pirineus 2000. L'estació ha aconseguit pujar la seva facturació en un 11% més que la temporada anterior, i això que en la temporada 2016-17 també va incrementar la facturació en un 15%, cosa que va suposar un volum de negoci d'11,5 milions d'euros. Hi van lliscar 488.000 esquiadors, el que suposa una pujada del 8% respecte de la campanya anterior.
També l'esquí nòrdic presentà més bones dades que la campanya prèvia, amb un increment del 23%. Font-romeu - Pirineus 2000, tenia previst un pla d'inversions per als dos anys següents, amb la renovació del telecabina i la construcció d'una nova pista entre l'estació d'esquí i el nucli urbà de Font-romeu.

## Remuntadors

### Zona del Roc de la Calma
- Telecadira de la Calma Nord, de la zona de l'Estany de la Pradella (1.928,7 m alt) al Roc de la Calma (2.215,4) en 1,15 km, del tot dins del terme de Font-romeu, Odelló i Vià (extrem nord-oest del terme)
- Telecadira de l'Altiport
- Telecadira de la Nord
- Telecadira de la Pradella
- Telecadira del Roc, de la Mollera dels Clots (2.049,2 m alt) al Roc de la Calma (2.212,2) en 670 m, del tot dins del terme de Font-romeu, Odelló i Vià (prop de l'extrem nord-oest del terme)
- Teleesquí de la Calma
- Teleesquí de la Mollera dels Clots
- Teleesquí de les Perdius, de la Mollera dels Clots (2.051,0 m alt) al vessant oriental del Roc de la Calma (2.198,4) en 535 m, del tot dins del terme de Font-romeu, Odelló i Vià (prop de l'extrem nord-oest del terme)
- Teleesquí del Refugi
- Teleesquí dels Clots

### Zona de la Gallinera i del Coll del Pam
- Telecadira del Belvedere, de Pirineus 2000 (1.778,5 m alt) al Coll del Pam (2.000,5) en 1,97 km. amb l'inici en el terme de Bolquera i el final en el de Font-romeu, Odelló i Vià.
- Telecadira del Coll del Pam, del (2.126,3 m alt) al Coll del Pam.
- Telecadira del Coll Roig, del Bac de la Molina (1.888,1 m alt) al nord de la Gallinera (2.123,5), en ; té el seu inici en terme de Bolquera i el seu punt culminant en el de Font-romeu, Odelló i Vià.
- Telecadira dels Avellans
- Teleesquí de la Gallinera
- Teleesquí de la Gallinera Est
- Teleesquí de la Solana, de Pirineus 2000 al Serrat de l'Ós
- Teleesquí de les Colxiques, de Pirineus 2000 a les Colxiques
- Teleesquí de Llevant
- Teleesquí del Serrat de l'Ós
- Teleesquí d'enllaç, al Coll del Pam.

### Zona de les Airelles
- Telecabina de les Airelles, de l'estació inferior del telecabina, situat a la zona nord del poble, al Carrer de les Escoles (a 1.533,8 m alt) fins a les Airelles (a 1.939,7) en 1,75 km, del tot dins del terme de Font-romeu, Odelló i Vià (zona central - septentrional del terme). És el gran mitjà d'accés a l'estació, atès que des d'ell, pels altres remuntadors, es pot arribar a l'estació sencera.
- Telecadira de les Airelles (triple), de les Airelles (a 1.932,9 m alt) fins al Roc de la Calma (a 2.127) en 1,21 km, del tot dins del terme de Font-romeu, Odelló i Vià (zona nord-oest del terme).